# 摆线

一条由滚动的圆所生成的摆线

在数学中，摆线（Cycloid）的定义为圆在一条直线上滚动时，圆边界上一定点所形成的轨迹。它是一般旋轮线的一种，亦称圆滚线。
摆线也是最速降线问题和等时降落问题的解。

## 历史
摆线的研究最初开始于库萨的尼古拉，之后马兰·梅森也有针对摆线的研究。1599年伽利略为摆线命名。1634年吉勒斯·德·罗贝瓦勒指出摆线一拱的區域面积是滾動圆的面积的三倍。1658年克里斯多佛·雷恩也向人们指出摆线的长度是滾動圆的直径的四倍。在这一时期，伴随着许多发现，也出现了众多有关发现权的争议，甚至抹杀他人工作的现象，而因此摆线也被人们称作“几何学中的海伦”（The Helen of Geometers）。

## 方程式
过原点半径为r的摆线参数方程为
{\displaystyle x=r(t-\sin t)\,}
{\displaystyle y=r(1-\cos t)\,}

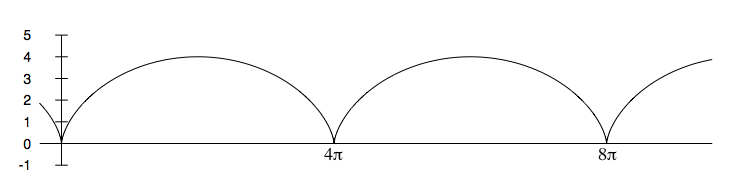
由半径为2的圆所生成的摆线

在这里实参数t是在弧度制下，圆滚动的角度；摆线的第一道拱由参数t在(0, 2π)区间内的点组成。对每一个给出的t，圆心的坐标为(rt, r)。
通过替换解出t可以求的笛卡尔坐标方程为
{\displaystyle x=r\cos ^{-1}\left(1-{\frac {y}{r}}\right)-{\sqrt {y(2r-y)}}}
也可寫成
{\displaystyle \cos \!\left({\frac {|x|+{\sqrt {y(2r-y)}}}{r}}\right)+{\frac {y}{r}}=1}
摆线也满足下面的微分方程。
{\displaystyle \left({\frac {dy}{dx}}\right)^{2}={\frac {2r-y}{y}}.}

## 面积
一条由半径为r的圆所生成的拱形面积可以由下面的参数方程界定：
{\displaystyle x=r(t-\sin t),\,}
{\displaystyle y=r(1-\cos t),\,}
{\displaystyle 0\leq t\leq 2\pi .\,}
微分，
{\displaystyle {\frac {dx}{dt}}=r(1-\cos t),}
于是可以求得
{\displaystyle {\begin{aligned}A&=\int _{x=0}^{x=2\pi r}y\,dx=\int _{t=0}^{t=2\pi }r^{2}(1-\cos t)^{2}\,dt\\&=\left.r^{2}\left({\frac {3}{2}}t-2\sin t+{\frac {1}{2}}\cos t\sin t\right)\right|_{t=0}^{t=2\pi }\\&=3\pi r^{2}.\end{aligned}}}

## 弧长
弧形的长度可以由下面的式子计算出：
{\displaystyle {\begin{aligned}S&=\int _{t=0}^{t=2\pi }{\sqrt {\left({\frac {dy}{dt}}\right)^{2}+\left({\frac {dx}{dt}}\right)^{2}}}\,dt\\&=\int _{t=0}^{t=2\pi }2r\sin \left({\frac {t}{2}}\right)\,dt\\&=8r.\end{aligned}}}

## 其它相关联的曲线
一些曲线同摆线紧密相关。当我们弱化定点只能固定在圆边界上时，我们得到了短擺線（curtate cycloid）和長擺線（prolate cycloid），兩者合稱為次擺線（trochoid），前面的情形是定点在圆的内部，后者则是在圆外。次摆线则是上述三种曲线的统称。更进一步，如果我们让圆也沿着一个圆滚动而不是直线的话，我们会得到外摆线（epicycloid，沿着圆的外部运动，定点在圆的边缘），内摆线（hypocycloid，沿着圆内部滚动，定点在圆的边缘）以及外旋轮线（epitrochoid）和内旋轮线（hypotrochoid，定点可以在圆内的任一点包括边界。）

## 应用

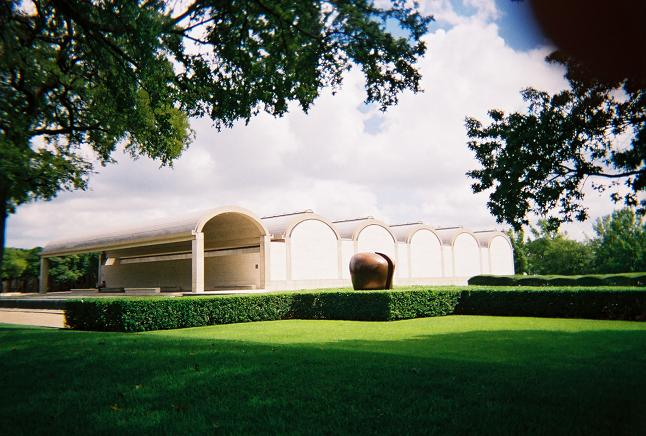
Cycloidal arches at the Kimbell Art Museum

在建筑物的设计方面，摆线曾被路易·卡恩用来设计德克萨斯州沃思堡的建筑金贝尔艺术博物馆。
它也曾被用于设计新罕布什尔州汉诺威的霍普金斯中心。